# Aristolochia papillaris
Aristolochia papillaris är en piprankeväxtart som beskrevs av Maxwell Tylden Masters. Aristolochia papillaris ingår i släktet piprankor, och familjen piprankeväxter. Inga underarter finns listade i Catalogue of Life.